# 佩雷皮利欽齊
48°49′50″N 27°56′52″E / 48.83056°N 27.94778°E
佩雷皮利欽齊（羅馬化：Perepilchyntsi）是烏克蘭的村落，位於該國西南部文尼察州，由日梅林卡區負責管轄，面積17.57平方公里，海拔高度271米，2001年人口1,144，人口密度每平方公里65.11人。